# Eskimå (1930)
Eskimå (originaltitel Eskimo) är en dansk-norsk drama- och äventyrsfilm från 1930. Filmen regisserades av George Schnéevoigt och är såväl Danmarks som Norges första talfilm. I huvudrollen som Jack Norton ses Paul Richter.

## Handling
Jack Norton är en spelare och hans far har många gånger lånat honom pengar för att betala spelskulder. Till slut tar faderns tålamod slut. Han vägrar låna ut mer pengar och vill inte längre känna vid Jack som sin son. I förtvivlan tar Jack en motorbåt och drar till sjöss. Han förliser, men blir upplockad av ett fiskefartyg på väg till Norra ishavet. Kaptenen är en brutal man och både han och besättningen behandlar Jack illa. Enda undantaget är skeppspojken Jimmy som blir nära vän med Jack. När kaptenen en dag misshandlar Jimmy kommer Jack till undsättning och i den kamp som uppstår skjuts Jimmy till döds. Jack orkar inte längre vara på skeppet och en natt rymmer han genom att hoppa ned på ett isflak. Han driver i flera dagar och nätter innan han utmattad kommer till Grönland. Han blir vänligt mottagen av eskimåerna där och den unga vackra flickan Ekaluk förälskar sig i honom. Till en början är Jack inte särskilt intresserad av henne, men när han insjuknar i skörbjugg och blir vårdad av henne blir han förälskad. Han tänker resa tillbaka hem med ett handelsfartyg som kommer till ön, men förstår att han inte kan undvara Ekaluk och väljer därför att stanna hos eskimåerna.

## Rollista
- Paul Richter – Jack Norton
- Mona Mårtenson – Ekaluk
- Finn Bernhoft – styrmannen
- Haakon Hjelde – Majrak
- Henki Kolstad – Jimmy, en skeppspojke
- Ada Kramm – Annie
- Knut Langaard – kaptenen
- Tryggve Larssen – Sulurak, Ekaluks far
- Adam Poulsen – läser prologen
- Josef Dischner
- Aud Egede-Nissen – Luder
- Rudolf Klein-Rogge – Mariak
- Paul Rehkopf

## Om filmen
Eskimo regisserades av George Schnéevoigt. Manuset skrevs av  Helge Bangsted och Laurids Skands baserat på Ejner Mikkelsens roman John Dale. Filmen räknas som såväl Danmarks som Norges första talfilm och spelades in fyra olika versioner: en skandinavisk med norskt tal, en tysk, en fransk och en stum. I den franska versionen användes franska skådespelare, medan de övriga har samma skådespelarstab. Interiörerna spelades in i Nordisk Tonefilms ateljéer. Exteriörerna spelades in på Grönland och innefattade en resa som varade i 48 dagar. Filmen producerades av Skandinavisk Talefilm AS med Aud Richter som produktionsledare. Den fotades av Valdemar Christensen och klipptes av Schnéevoigt. Musiken komponerades av Teddy Petersen. Filmens prolog läses upp av Adam Poulsen.
Filmen hade premiär den 9 oktober 1930 på Kinopalæet i Danmark. Den hade norsk premiär den 13 oktober 1930 och svensk premiär den 1 november 1930 på Röda lyktan i Göteborg och Sibyllan i Stockholm. Den 2 mars 1931 hade filmen finländsk premiär. I Tyskland hade filmen premiär under titeln Der weiße Gott den 14 maj 1932 i München. I Frankrike fick filmen titeln Esquimau.